# Waldgrehweiler
Waldgrehweiler là một đô thị thuộc thuộc huyện Donnersberg, Đức. Đô thị Waldgrehweiler có diện tích 7,75 km², dân số thời điểm ngày 31 tháng 12 năm 2006 là 224 người.